# Remo Bertoni
Remo Bertoni (Giubiano, 21 giugno 1909 – Milano, 18 settembre 1973) è stato un ciclista su strada italiano.
Tra i dilettanti fu medaglia d'argento ai campionati del mondo 1929; professionista e indipendente tra il 1929 e il 1938, nel 1932 vinse una tappa al Giro d'Italia e fu medaglia d'argento nella prova dei professionisti ai campionati del mondo.

## Carriera
Da dilettante nel 1929 fu secondo ai campionati del mondo di categoria a Zurigo, battuto in volata dal connazionale Pierino Bertolazzi.
Passato professionista nel settembre 1929, fu campione italiano nella categoria indipendenti sul traguardo di Cornigliano. Nelle stagioni seguenti corse per la Legnano, la Gloria e la Bianchi, distinguendosi come scalatore e gregario di Alfredo Binda.
Nel 1931 si impose nel Gran Premio Bendoni, nel Gran Premio Masnago e in due tappe del Giro di Campania, ad Avellino e a Salerno. Nel 1932 vinse la Treviso-Monte Grappa e la Firenze-Roma, gara a squadre, e fu secondo sia ai campionati italiani (classifica a punti dopo cinque prove), dietro Learco Guerra, che ai campionati del mondo dei professionisti a Roma, dietro Binda. Al Giro d'Italia vinse l'undicesima tappa, da Firenze a Genova, e fu terzo nella classifica finale della corsa.
Nel 1933 si impose nella Pistoia-Prunetta e fu ancora secondo ai campionati italiani (classifica a punti dopo cinque prove) dietro Guerra. Nel 1934 vinse la Cittiglio-Leffe, la Castellanza-Macugnaga e fu sesto al Giro d'Italia, vincendo la classifica del Gran Premio della Montagna. Nel 1935 fu ancora sesto al Giro d'Italia, mentre l'ultima vittoria fu nel 1938 a Trieste, nella Coppa Vittoria. Partecipò in totale a sei edizioni del Giro d'Italia, dal 1932 al 1937, e al Tour de France 1935.
Morto a Milano nel 1973, venne sepolto al Cimitero Maggiore.

## Palmarès
- 1929 (Legnano, una vittoria)

Campionati italiani, Prova in linea indipendenti
- 1931 (Legnano, quattro vittorie)

Gran Premio Masnago
Gran Premio Achille Bendoni
2ª tappa Giro di Campania (Benevento > Avellino)
3ª tappa Giro di Campania (Avellino > Salerno)
- 1932 (Legnano & Gloria, due vittorie)

11ª tappa Giro d'Italia (Firenze > Genova)
Treviso-Monte Grappa (valido come terza prova dei Campionati italiani)
- 1933 (Bianchi, una vittoria)

Pistoia-Prunetta (valido come quarta prova dei Campionati italiani)
- 1934 (Legnano, due vittorie)

Castellanza-Macugnaga
Cittiglio-Leffe
- 1938 (individuale, una vittoria)

Coppa Vittoria

### Altri successi
- 1932 (Legnano)

Firenze-Roma (a squadre)
- 1934 (Legnano)

Classifica del Gran Premio della Montagna Giro d'Italia

## Piazzamenti

### Grandi Giri
- Giro d'Italia

1932: 3º
1933: 19º
1934: 6º
1935: 6º
1936: ritirato
1937: ritirato
- Tour de France

1935: ritirato (8ª tappa)

### Classiche monumento
- Milano-Sanremo

1932: 35º
1934: 41º
1937: 37º
- Giro di Lombardia

1932: 3º

### Competizioni mondiali
- Campionati del mondo

Zurigo 1929 - In linea Dilettanti: 2º
Roma 1932 - In linea Professionisti: 2º
Montlhéry 1933 - In linea Professionisti: ritirato